# كارل إي. فريند
كارل إي. فريند هو سياسي أمريكي، ولد في 18 أبريل 1869 في سانت جوزيف في الولايات المتحدة، وتوفي في 23 فبراير 1948 في لورانس في الولايات المتحدة. نشط حزبياً في الحزب الجمهوري. وقد انتخب نائب حاكم كانساس ‏.